# You’re Fired!
You’re Fired! (Originaltitel: Employee of the Month) ist eine US-amerikanische Filmkomödie von Mitch Rouse aus dem Jahr 2004.

## Handlung
Der in einer Bank beschäftigte David Walsh erwartet, dass ihm der Titel Angestellter des Monats verliehen wird. Stattdessen wird er entlassen. Seine Verlobte Sarah Goodwin wirft ihm eine Affäre mit der Kollegin Wendy vor, da sie fremde Dessous in einem seiner Jackets gefunden hat. Sie macht Schluss mit Walsh. Sein Auto wird gestohlen. Nur sein etwas verrückter Freund Jack scheint ihm noch helfen zu wollen. David dreht schließlich durch und tauscht seine Rolex-Uhr gegen eine 45er und macht sich auf den Weg zu seinem Ex-Chef.
Diesen stellt er am darauf folgenden Tag in dessen Büro zur Rede, bedroht ihn mit der Waffe, benutzt sie aber schließlich nicht. Nachdem er ihn mit einem Faustschlag niederstreckt, verlässt er sein Büro und wird im Bankraum von einem Überfall überrascht. Drei maskierte Attentäter bedrohen die Angestellten und zwingen sie, den Tresor zu öffnen.
Von David unterstützt kann Wendy zwar den Alarm auslösen; sie wird allerdings von einem der Bankräuber dabei erwischt und von ihm bedroht. David verhindert ihren sicheren Tod, indem er den Räuber mit seiner Waffe erschießt, wird von den anderen aber auf ihrer Flucht selbst angeschossen mitgenommen.
In einem Hotelzimmer beobachtet Jack die laufende Berichterstattung zu dem Bankraub und den vermeintlichen Nachruf auf den Helden David, der in einem Lieferwagen verbrannt identifiziert zu sein scheint. Es zeigt sich jedoch, dass er selbst auch in dem Hotelzimmer ist und mit seinen Freunden und Mittätern die Beute teilt. Dazu gehört überraschenderweise auch Wendy, die nicht nur die Geliebte von David, sondern auch dessen Komplizin ist.
Allerdings werden nacheinander die Komplizen untereinander und der letzte schließlich von David ausgeschaltet. Wendy, die weiter in der Bank arbeiten sollte um keinen Verdacht aufkommen zu lassen und das Hotel zwischendurch verlassen hatte, kommt wieder ins Hotelzimmer zurück. Es scheint alles mit David abgesprochen, bis auf die Tatsache, dass Wendy nun David erschießt.
Denn Wendy und Sara, die ein Paar sind, hatten den Plan hinter dem Plan und verschwinden mit der Beute; sie kommen allerdings nicht weit, weil ihr Auto mit einem Bus kollidiert.

## Kritiken
Duane Byrge bezeichnete den Film im Hollywood Reporter als „rau“ und stellenweise „ekelerregend“. Er kritisierte das Drehbuch und lobte die Darsteller sowie das Produktionsdesign von Aaron Osborne.
Scott Weinberg bezeichnete den Film auf efilmcritic.com als eine schwarze Komödie und kritisierte das Drehbuch.
Das Lexikon des internationalen Films urteilte: „Rabenschwarze Kriminalkomödie mit leicht satirischen Anflügen, die immer wieder neue Finten schlägt. Gute Darsteller können jedoch die großen Löcher in der Konstruktion sowie die logischen Sprünge nicht überdecken.“

## Hintergrund
Der Film wurde in Los Angeles gedreht. Die Premiere des Films erfolgte am 17. Januar 2004 auf dem Sundance Film Festival. In Deutschland wurde er im September 2005 auf DVD veröffentlicht.